# Valentin Veigl von Kriegeslohn
Valentin Veigl von Kriegeslohn (Čortkiv, 12 febbraio 1802 – Praga, 31 agosto 1863) è stato un generale austriaco.

## Biografia
Partecipò il 24 giugno 1859 alla battaglia di Solferino al comando dell'XI Corpo d'Armata austriaco, dopo la dissoluzione del quale venne messo in aspettativa, ma dopo 46 anni di servizio chiese la pensione. Veigl era considerato uno dei generali di cavalleria più efficienti dell'esercito imperiale.

## Fonti
- (DE) Militär-Zeitung (Wien, gr. 4°.) 1863, S. 749. – Fremden-Blatt. Von Gust. Heine (Wien, 4°.) 1863, Nr. 251 und 252. – Prager Zeitung, 1863, Nr. 210.